# Stemwinder Park
Stemwinder Park är en park i Kanada.   Den ligger i provinsen British Columbia, i den södra delen av landet, 3 300 km väster om huvudstaden Ottawa. Stemwinder Park ligger 552 meter över havet.
Terrängen runt Stemwinder Park är varierad. Stemwinder Park ligger nere i en dal. Runt Stemwinder Park är det mycket glesbefolkat, med 2 invånare per kvadratkilometer..
I omgivningarna runt Stemwinder Park växer i huvudsak barrskog.